# Тарн и Гаронна
Тарн и Гаро́нна (фр. Tarn-et-Garonne, окс. Tarn e Garona) — департамент на юге Франции, один из департаментов региона Окситания. Порядковый номер — 82. Административный центр — Монтобан. Население — 248 227 человек (81-е место среди департаментов, данные 2010 г.).

## География
Площадь территории — 3718 км². Через департамент протекают реки Тарн и Гаронна, от которых и происходит его название.
Департамент включает 2 округа, 30 кантонов и 195 коммун.

## История
Департамент был образован декретом Наполеона от 4 ноября 1804 г. В его состав вошли земли соседних департаментов, в первую очередь Ло и Гаронна Верхняя.